# Pycnophyllum leptothamnum
Pycnophyllum leptothamnum là loài thực vật có hoa thuộc họ Cẩm chướng. Loài này được Mattf. miêu tả khoa học đầu tiên năm 1930.